# Pavel Karoch
Pavel Karoch (* 2. listopadu 1963) je bývalý český profesionální fotbalista, který hrával na pozici záložníka. Jeho hráčská kariéra pokračovala v letech 1990–1992 v kostarickém klubu LD Alajuelense, kde se stal dvojnásobným mistrem Kostariky a jednou s tímto klubem mistrem střední Ameriky. Odehrál tu 90 zápasů a vstřelil 5 branek. Dále hrál v Izraeli v klubu Ashkelon (1995) kde odehrál 28 zápasů a vstřelil 3 branky. V současné době působí jako podnikatel. V období let 2007–2022 byl fotbalovým expertem v České televizi, kde komentoval na 1000 fotbalových zápasů.
Karoch má na svém kontě 130 zápasů v nejvyšší československé soutěži, během nichž vstřelil 11 gólů. V lize debutoval v sezóně 1982/83 a v ligové kariéře oblékl dresy 2 klubů – Dukly a Českých Budějovic.

## Klubová kariéra
Hrál za prvoligový klub Dukly Praha. V letech 1985–1987 působil na hostování v Českých Budějovicích. Jeho hráčská kariéra pokračovala v letech 1990–1992 v kostarickém klubu LD Alajuelense, kde se stal dvojnásobným mistrem Kostariky a jednou s tímto klubem mistrem střední Ameriky. Odehrál tu 90 zápasů a vstřelil 5 branek. Dále hrál v Izraeli v klubu Ashkelon (1995), kde odehrál 28 zápasů a vstřelil 3 branky.

## Reprezentační kariéra
Do A-mužstva nikdy nenahlédl, v mládežnických kategoriích však dosáhl několika úspěchů. V roce 1982 získal stříbro na ME hráčů do 18 let. Díky tomu se tehdejší výběr, ve kterém také působili Luboš Kubík nebo Pavel Vrba, kvalifikoval na MS hráčů do 20 let v roce 1983, které se konalo v Mexiku. Zde bylo české mužstvo vyřazeno ve čtvrtfinále reprezentací Brazílie.

## Úspěchy

### Reprezentační
- stříbro z ME hráčů do 18 let 1982
- účast na MS hráčů do 20 let 1983 – čtvrtfinále
- dvojnásobný mistr Kostariky
- jednou mistr Střední Ameriky

## Osobní život
Vystudoval Střední uměleckoprůmyslovou školu v Praze. Jeho manželkou je česká herečka a moderátorka Gabriela Filippi, s níž vychovává dvě děti, dceru Sofii a syna Gabriela.. Je malířem, maluje portréty věnuje se výkladu snů, rozboru osobnosti numerologickou mřížkou. Věnuje se osobnostnímu rozvoji, duchovnímu vedení a koučinku.

## Podnikání
Pracoval v Bontonfilmu a ve společnosti Země pohádek.
Je autorem scénáře naučného filmu s fotbalovou tematikou Fotbalová škola-Jak se stát velkým hráčem, který také sám režíroval.